# رضا ذوالفقاری
محمدرضا ذوالفقاری بازیگر و عکاس فیلم اهل ایران است. وی سابقه تدریس در دانشگاه علامه امینی را داشته‌است

## فیلم‌شناسی

### بازیگر
1. ترن (۱۳۶۶)
2. دبیرستان (۱۳۶۵)
3. پایگاه جهنمی (۱۳۶۳)
4. افیون - تب مرگ (۱۳۶۰)
5. بازرس ویژه (۱۳۶۰)
6. فریاد مجاهد (فیلم) (۱۳۵۸)
7. اشک رقاصه (۱۳۵۶)
8. حرمت رفیق (۱۳۵۶)
9. پیش‌کسوت (۱۳۵۵)
10. رامشگر (۱۳۵۵)
11. مردی در آتش (۱۳۵۵)
12. کینه (۱۳۵۴)
13. حسین آژدان (۱۳۵۳)
14. هرجایی (۱۳۵۳)
15. جنوبی (۱۳۵۲)
16. دل خودش می خواد (۱۳۵۲)

### عکس
1. دام (۱۳۷۴)
2. وسوسه (۱۳۶۸)
3. جمیل (۱۳۶۶)
4. پایگاه جهنمی (۱۳۶۳)
5. سرباز اسلام (۱۳۵۹)
6. فریاد مجاهد (۱۳۵۸)
7. تکیه بر باد (۱۳۵۷)
8. اشک رقاصه (۱۳۵۶)
9. پرستوهای عاشق (۱۳۵۶)
10. حرمت رفیق (۱۳۵۶)
11. سرباز (۱۳۵۶)
12. پیش‌کسوت (۱۳۵۵)
13. جاهل و رقاصه (۱۳۵۵)
14. فرار از حجله (۱۳۵۴)
15. کینه (۱۳۵۴)
16. آب توبه (۱۳۵۳)
17. مهدی فرنگی (۱۳۵۳)
18. خیالاتی (۱۳۵۲)
19. مصطفی لره (۱۳۵۲)